# Motu (fleuve)
Pour les articles homonymes, voir Motu (homonymie).
La rivière Motu  est une voie d’eau majeure de la portion est de l’Ile du Nord de la Nouvelle-Zélande, dans les deux régions de la Baie de l'Abondance et de Gisborne, dans les deux district d'Opotiki et district de Gisborne.

## Géographie
De 147 km de longueur, elle prend naissance sur les pentes du mont Maungahaumi} sur le côté sud de la chaîne de Raukumara (en) au sud d’Opotiki, le point à l’est et un  raccourci à travers la chaîne, où un important affluent se mélange avec elle et se vide ensuite dans la Baie de l'Abondance vers le nord.

### Bassin versant
Son bassin versant est de 1 393 km2

## Aménagements et écologie
Au milieu du XXe siècle, une proposition d’établir un barrage sur le cours la rivière pour la production d’Énergie hydroélectrique fut rejetée.

## Étymologie
Le nom Māori  Mōtu signifie  raccourci, isolé. Ceci fait  référence au district autour de la source, qui, depuis les anciens temps, a été considéré comme étant au milieu de nulle part à cause de l’épaisseur des forêts, qui l’entoure.
La rivière  passe à travers un pays de collines pratiquement pas habitées, très raides et toujours densément couvertes de forêt humides. Elle est largement utilisée pour le  tourisme d’aventure (jet-boat et rafting en eau vive). La première traversée moderne de la rivière en allant des chutes de “Motu Falls” jusqu’à son embouchures eurent lieu en 1920 par les frères  Fisher et S. Thorburn, et fut renouvelée en 2013 par Kevin Biggar et Jamie Fitzgerald dans la saison 2 de la série TV  "First Crossings".

## Galerie

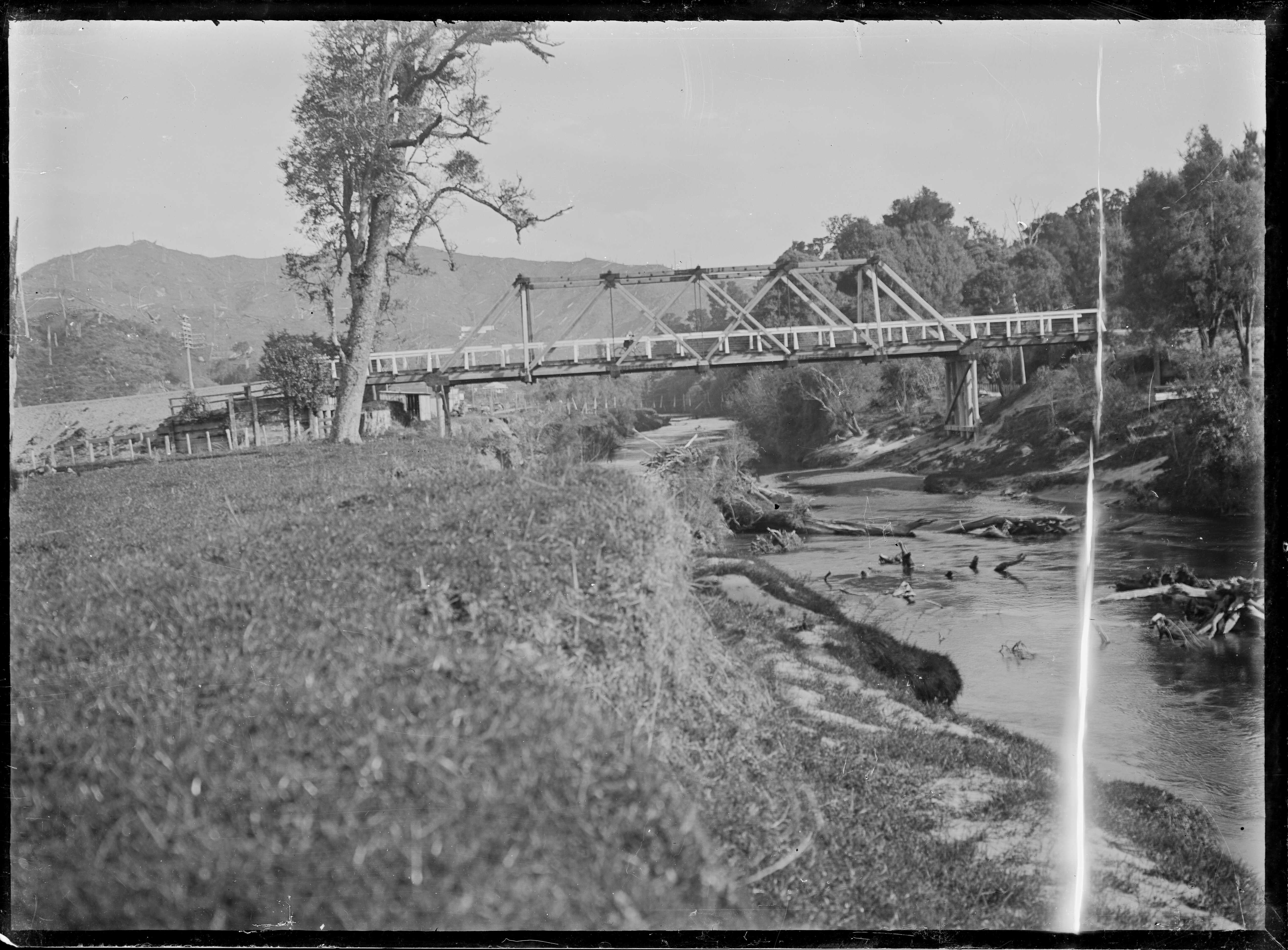
Pont sur la Motu vers 1920.
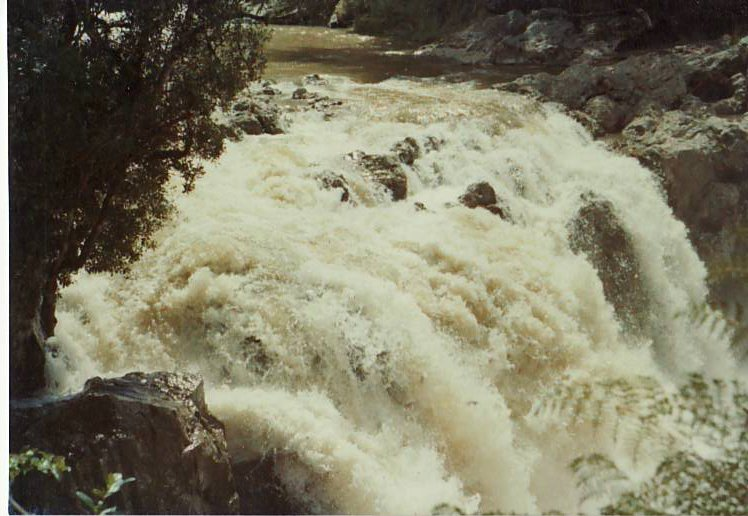
Les Chutes du Motu près du village de Motu en 1969.
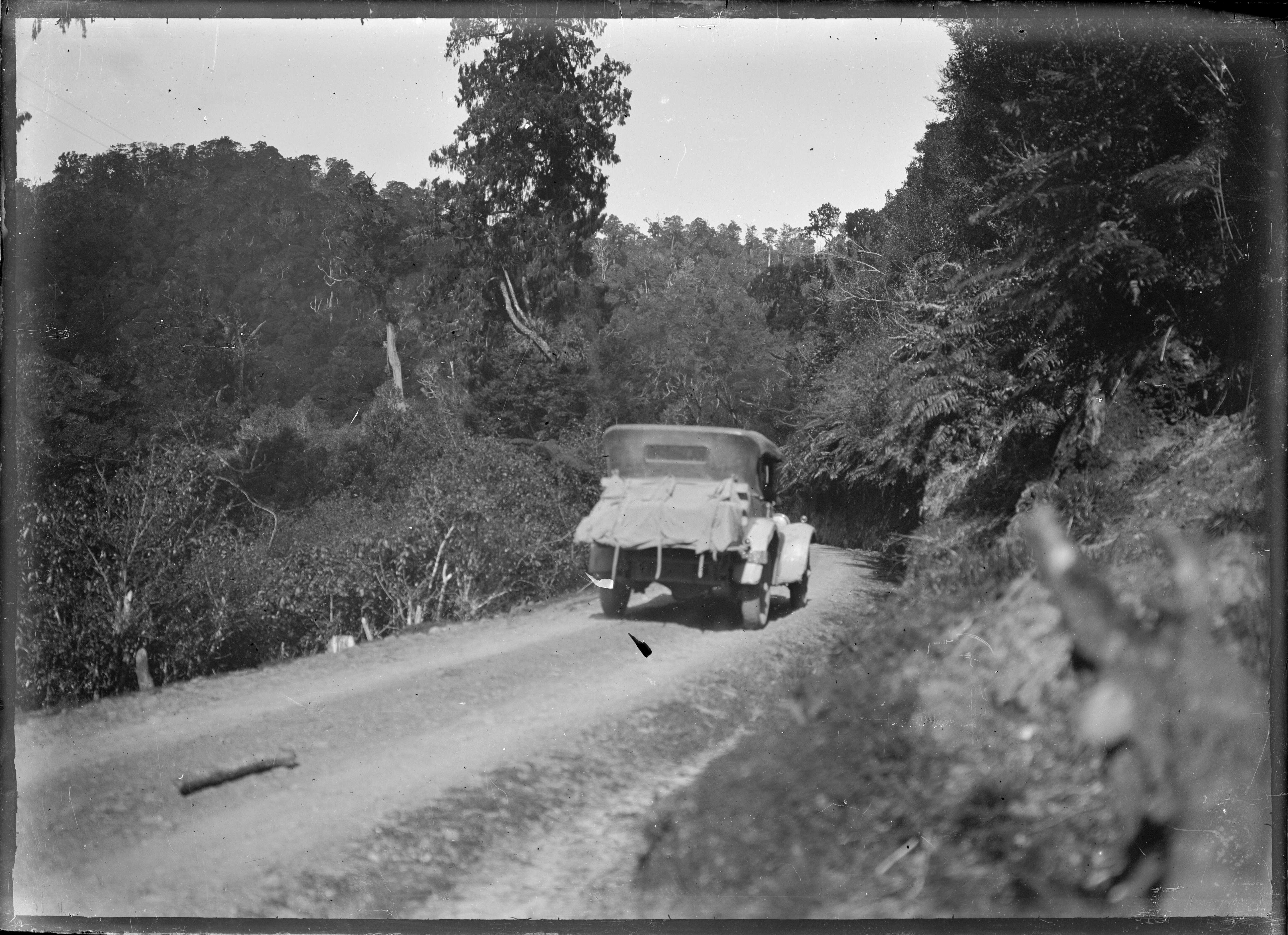
Vue d'une voiture dans le bush près de Motu vers 1920.